# Богдановка (Тульчинский район)
Богдановка (укр. Богданівка) — село на Украине, находится в Тульчинском районе Винницкой области.
Код КОАТУУ — 0524382201. Население по переписи 2001 года составляет 1023 человека. Почтовый индекс — 23662. Телефонный код — 4335.
Занимает площадь 25,949 км².
Было переименовано в село Калинино согласно протоколу № 31 объединённого Заседания Президиума и экономсовещания Тульчинского окрисполкома от 02.10.1923 г. В 1995 г. возвращено историческое название.

## История
1901 год. Село Богдановка расположено по склонам балки, по дну которой протекает речка Шамотина; отстоит от уездного города на расстоянии 18 вёрст к юго-востоку. Климатические условия неблагоприятны. Почва чернозёмная, плодородная. Главное занятие жителей — земледелие. Богдановка в документах встречается с первой половины XVIII века. Первый церковный документ, в котором Богдановка упоминается — это грамота 1742 г., выданная Атанасием Шептицким, епископом Львовским, Галицким и Каменецким, благословляющая создание в с. Богдановка первой церкви. Материальное благосостояние прихожан зиждется на главном их занятии — земледелии. Верхний чернозёмный пласт местности, имеющий под собой суглинок, прекрасно приспособлен для задерживания возможно большого количества зимней влаги, отчего здесь довольно редки засухи. Материальное благосостояние прихожан поддерживается работами на свекловичных плантациях в местной и соседних экономиях и на сахарных заводах — в Тростянце в 18 верстах, в с. Капустянах в 15 верстах и с. Кирнасовке в 12 верстах. Прихожан числится 754 мужчины и 720 женщин. Первый храм, о котором сохранились документальные сведения, был униатский, построенный в 1745 г. крестьянином Иваном Ктиторчуком; храмозданная грамота, выданная архиепископом Львовским и Каменецким Атанасием Шептицким в 1742 г. на имя Брацлавского декана Мирона Ленчевского и благословляющая сооружение церкви в с. Богдановка, хранится в церковном архиве доселе. Так как в том же 1742 г. владельцем села Потоцким была дана эрекция, сохранившаяся доселе в церковном архиве на выдел земель и угодий для церкви села Богдановка, то можно полагать, что построенный иждивением Ивана Ктиторчука храм был первым. О дальнейшей судьбе этого храма, созданного в честь Чуда св. Архистратига Михаила (6 сентября), известно мало. Генеральная визита 1785 г., произведённая визитатором Иосифом Скульским, изображает его в таком виде: «церковь из тёсаного дерева, небольшая, в три отдела, покрыта гонтой и досками, трёхкупольная, с железными наверху крестами, алтарём, обращённым к востоку, осевшая в землю». Судя по подробному перечню церковной утвари и имущества, церковь эта была очень бедна. Около 1795 г. церковь обращена в православную. В 1849 году на месте ветхого храма иждивением общества сооружён ныне существующий, также посвящённый Чуду святого Архистратига Михаила. Храм этот, сооружённый по благословению преосвященного Елпидифора, деревянный, на каменном основании, однокупольный, крестовидный, внутри и снаружи выбеленный масляными красками. В 1864 году пристроена к храму колокольня — до первого карниза кирпичная, а вверху деревянная. Первым священником в селе Богдановка был Иоанн Галаневич, что видно из визиты 1785 г., хранящейся при церкви. Галаневич священствовал в с. Богдановка свыше 20 лет. С 1768 по 1796 гг. священствовал Максим Лисецкий: он умер в Богдановке и погребён на погосте церковном. С 1797 г. по 1826 г. священствовал Софроний Кулицкий. Жена его Анна, дочь Лисецкого, оставшись вдовой и дожив до глубокой старости, умерла при внуках своих в 1867 г. спустя 41 год после своего мужа. С 1827 г. по 1830 г. священствовал Антоний Кулицкий. С 1834 г. по 1855 г. священствовал Стефан Кулицкий, сын Софрония Кулицкого и брат Антония; с 1858 и по настоящее время Илия Левицкий. Церковные земли: ус. 2 д. 860 с., пах. 45 д. 70 с., сен. 19 д. 1347 с. и конопляника 1080 с., всего 66 д. 2277 с. Церковные помещения устроены и сданы в 1886 году. С 1860 г. существует в селе церковно-приходская школа.

## Адрес местного совета
23662, Винницкая область, Тульчинский район, с. Богдановка, ул. Б. Хмельницкого, 23